# Nektarkruka

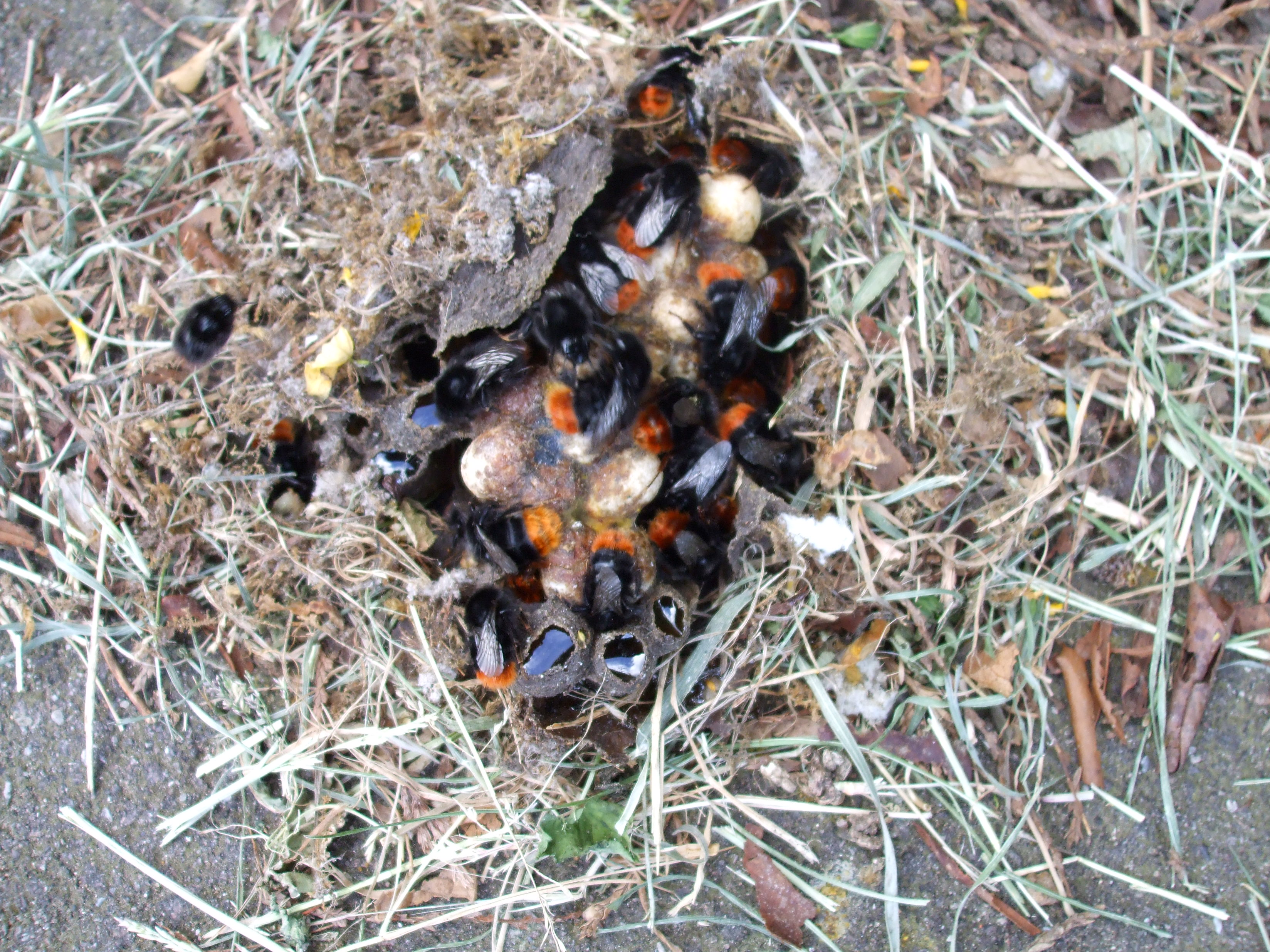
Ett humlebo med krukor fulla med honung (synligt till vänster och längst ned i boet).

Nektarkruka eller vaxkruka är den kruka av vax som bland annat humlor bygger och använder för att antingen lagra ägg eller honung.